# Otto Blümel
Otto Blümel (* 21. Oktober 1881 in Augsburg, Deutschland; † 27. Oktober 1973 in Garmisch-Partenkirchen) war ein deutscher Designer, Buchschmuck- und Exlibris-Künstler. Zu seinen bekanntesten Werken zählt der Garderobenständer Nymphenburg aus dem Jahr 1908.

## Leben
1901 begann Blümel ein Architekturstudium an der Technischen Hochschule München. Nach Abbruch des Studiums 1904 war Otto Blümel freischaffend an der Debschitz-Schule in München tätig. 1909 machte Blümel in Gaienhofen Bekanntschaft mit Hermann Hesse und Ludwig Finckh. In den nachfolgenden Jahren folgten mehrere Arbeiten für und mit Hermann Hesse. 1916 zog er nach Garmisch-Partenkirchen und arbeitete als Zeichenlehrer an der Fachschule für Holzschnitzerei, für die er von 1920 bis 1949 als Direktor arbeitete.
Blümel kämpfte ab Beginn des 1. Weltkrieges an der Westfront. 1917 heiratete er Therese Lutz. Aus der Ehe gingen Tochter Margarethe (* 1920) und Sohn Walter (* 1922) hervor. Die Marktgemeinde Garmisch-Partenkirchen ernannte Otto Blümel 1963 zum Ehrenbürger. Am 27. Oktober 1973 verstarb Blümel im Alter von 92 Jahren in Garmisch-Partenkirchen.

## Werke
- 1908 Entwurf Garderobenständer Nymphenburg
- 1909 Kasperl-Spiel Der Dichter
- 1910 Kasperl-Spiel Der Klausner
- 1910 Zeichnung des Einbandes für den Roman Gertrud von Hermann Hesse
- 1910 Gestaltung des Taschenliederbuches für den AGV (Akademischer Gesangverein München)
- 1911 Hermann Hesses Meerfahrt, Schattenspiel
- 1911 Gestaltung des Gedichtbandes Unterwegs
- 1912 Kasperl-Spiel Der Maler
- 1912 Dekorative Kunst, Veröffentlichung der Schattenrisse
- 1914 Buchschmuck für Lieder deutscher Dichter von Hermann Hesse
- 1917 Larifari, drei Kasperlspiele
- 1933 Das Lindlpeterbuch, Publikation